# Rudolf Hess
 Ikke at forveksle med Rudolf Höss.
Rudolf Walter Richard Hess (født 26. april 1894, død 17. august 1987) var en tysk, nationalsocialistisk politiker fra 1920-1941, der var Adolf Hitlers stedfortræder fra 1933-1941.

## Tidlige liv
Rudolf Hess blev født i Alexandria i Egypten som søn af en velhavende forretningsmand Fritz Hess og Clara Hess.
Familien flyttede til Tyskland, hvor Hess kom i skole. Faderen håbede på, at hans søn ville følge i hans fodspor, men den unge Hess drømte om at blive astronom, men det modsatte faderen sig, og den unge Hess kom i handelslære i Hamborg.
Da 1. verdenskrig brød ud i august 1914, meldte han sig til det 7. bayerske artilleriregiment og blev sendt til Vestfronten. Han kom til at gøre tjeneste ved infanteriet og deltog bl.a. i kampene ved Verdun.
I slutningen af sommeren 1918, verdenskrigens sidste år, meldte han sig ind i det tyske luftvåben og gik i gang med en uddannelse som jagerpilot. Men inden uddannelsen var færdiggjort, sluttede krigen den 11. november 1918. Han opnåede rang af løjtnant.
Efter krigens afslutning bosatte han sig i München og læste historie og økonomi på universitetet.

## Hess og nazismen
I marts 1919 meldte den 24-årige Hess sig ind i en bande af krigsveteraner fra det højreradikale miljø. Han mødte Adolf Hitler til et politisk møde i 1920 i en ølstue; det gjorde så stort indtryk på ham, at han meldte sig ind i hans parti og siden fulgte ham.
Han deltog i november 1923 i det fejlslagne kupforsøg i München, og han marcherede her i første geled med Hitler og Ernst Röhm. Han blev som Hitler anholdt og idømt 18 måneders fængsel, der skulle afsones i Landsbergfængslet. Her nedskrev han efter Hitlers diktat bogen Mein Kampf, som skulle blive Tysklands mest udbredte værk.
Da Hitler i 1933 blev udnævnt til Tysklands rigskansler og fik magten i Tyskland, blev Hess gjort til rigsminister uden portefølje og udnævnt til Hitlers stedfortræder, en tom titel. To år senere begik han den fejl at ansætte Martin Bormann som sin stabschef. Bormann gik nemlig straks i gang med at udhule Hess' magt og blev med tiden mere magtfuld end Hess selv.
Hess havde kun ét ønske – at tjene sin fører og blive en magtfuld og respekteret topnazist. Men det mislykkedes gennem 1930'erne takket været Bormann. Hess kendte udmærket til styrets grusomheder. Det var ham, der fjernede general Friedrich Mieth, der nedbrød hærens moral ved foran sine officerer at tale mod SS' aktiviteter ved Østfronten. Hess modtog klager over eutanasi-drabene på handikappede, men nøjedes med at sende klagerne videre til Himmlers kontor.

## 2. verdenskrig
Da 2. verdenskrig brød ud i september 1939, udnævnte Hitler det tyske luftvåbens øverstbefalende, rigsmarskal Hermann Göring, til sin stedfortræder, så Hess var nu kun nr. 3 i partiet.
Ved Frankrigs fald i 1940 prøvede Hitler på alle måder at overtale Storbritannien til at slutte fred, men briterne stod fast. De ville kæmpe til det sidste, og nu så Hess en mulighed for at få anerkendelse: Han fløj til Storbritannien for at forhandle med briterne om fred mellem Storbritannien og Tyskland.
Den 10. maj 1941 fløj han mod Skotland. Han navigerede ved hjælp af radiosenderne i Kalundborg. Hans mål var hertugen af Hamiltons gods nær den skotske by Glasgow. Han mente, at de kunne mødes med Kong George og få overtalt Winston Churchill til at slutte fred med Tyskland.
Da Hess landede (han sprang ud med faldskærm for at undgå at blive skudt ned af engelske jagere), prøvede han at nå Hamiltons gods, men blev fanget af den britiske Home Guard. Hans mission mislykkedes. Churchill var ikke interesseret i at slutte fred med Tyskland. Hitler blev rasende over flugten, og han betegnede den som forræderi begået af en sindssyg person. Hess blev frataget alle sine hverv, og Bormann blev udnævnt som hans efterfølger. Det er dog kommet frem at Hitler kunne have været interesseret i at slutte fred, men ikke officielt ville stå ved Hess' mislykkede operation. Dog er det vanskeligt at tolke på Hitlers udtalelser under krisemødet, da flugten var under udførelse, om han beundrede Hess's handling og evne til at gennemføre den i almindelighed, eller håbede at missionens mål ville kunne opfyldes. 
Hess blev overført til Tower of London og siden flyttet til Mytchett Place i Aldershot (Surrey), hvor han forsøgte selvmord ved at springe ud over balkonen. Han blev derfor flyttet til Maindiff Court Hospital i Wales, hvor han forsøgte et dårligt tilrettelagt selvmord og måtte sys med to sting.  

## Retsopgør
Da krigen var slut, og Tyskland og store dele af Europa lå i ruiner, havde USA, England, Frankrig og Sovjetunionen aftalt at oprette en international domstol med henblik på retsforfølgning af krigsforbrydere. Et resultat var Nürnbergprocessen, hvor 21 topnazister kom for retten og blev dømt til døden eller fik lange fængselsdomme. Hess blev kendt skyldig i følgende anklagepunkter:
- Forbrydelser mod freden
- Deltagelse i sammensværgelse om at begå forbrydelser mod freden.

I sit afsluttende indlæg i Nürnberg var Hess stadig helt og fuldt Hitlers mand: "Jeg fik gennem mange år af mit liv lov til at arbejde for den største søn, mit folk i løbet af sin tusindårige historie har frembragt. Selv om jeg kunne, ville jeg ikke fjerne den tid fra mit liv. Jeg er lykkelig over at vide, at jeg har gjort min pligt mod mit folk – min pligt som tysker, som nationalsocialist, som en loyal tilhænger af Føreren. Jeg fortryder intet..." Dommerne havde indtil den udtalelse hældt til en frifindelse pga. at Hess under det meste af retssagen fremstod mentalt utilregnelig. Nogen mener at Hess netop med udtalelsen havde håbet på at overbevise dommerne netop at han var mentalt utilregnelig.
Dommen blev fængsel på livstid i Spandau-fængslet i Berlin, hvor han sad til sin død i 1987. Andre af de dømte sad også i fængslet, men flere af dem blev løsladt på grund af svigtende helbred. Fra 1966 var Hess den eneste fange, og mange arbejdede for hans løsladelse. Churchill mente, at Hess var blevet mere et psykiatrisk tilfælde end et kriminelt. Men Sovjetunionen modsatte sig en løsladelse.

## Hess' sygdom og død
Den 8. juli 1986 blev Hess ført fra Spandau-fængslet i Vestberlin til et engelsk militærhospital. Han var blevet ramt af et hjerteanfald, men kunne få dage efter vende tilbage til Spandau-fængslet. Han var stærkt svækket mentalt og døde 93 år gammel efter selvmord ved hængning efter 46 års fængsling.
Rudolf Hess er siden blevet kultfigur for det nynazistiske miljø, og myterne om hans flugt til Storbritannien og specielt om hans død er talrige.
Hess er kædet sammen med Rudolf Steiners Antroposofi. Som sværmer for okkultismen og det oversanselige skulle Hess være inspireret af Rudolf Steiner, og han optrådte som beskytter af Steinerskolerne.
Hess blev i første omgang begravet i Wunsiedel, men i 2011 er graven, som følge af nynazistiske, heltedyrkende demonstrationer, på lokalbefolkningens foranledning blevet sløjfet og Hess' jordiske rester kremeret og spredt i Nordsøen. Gravstenen, med indskriften "Ich hab's gewagt" (Jeg har vovet det) blev knust. 